# 二道湾镇
二道湾镇，是中华人民共和国黑龙江省齐齐哈尔市富裕县下辖的一个乡镇级行政单位。

## 行政区划
二道湾镇下辖以下地区：
二道湾村、兴安村、力合村、林业村、龙生村、联富村、永生村、平安村、东胜村和富兴村。